# Mudroňovo
Mudroňovo (in ungherese Újpuszta) è un comune della Slovacchia facente parte del distretto di Komárno, nella regione di Nitra.